# Autorità Del Bo
L'Autorità Del Bo fu la quinta ed ultima Alta autorità della Comunità europea del carbone e dell'acciaio. Rimase in carica dal 23 ottobre 1963 al 6 luglio 1967, quando entrò in vigore il Trattato di fusione degli esecutivi delle Comunità europee e nacque la Commissione delle Comunità europee.

## Presidente
- Dino Del Bo ( Italia), fino all'8 marzo 1967
- Albert Coppé ( Belgio), ad interim, dall'8 marzo 1967 al 6 luglio 1967

## Componenti dell'Autorità
Legenda:   [     ] Sinistra/Socialisti - [     ] Destra/Conservatori - [     ] Liberali
| Membro                   | Nazionalità | Incarico       | Competenze                                  |
| ------------------------ | ----------- | -------------- | ------------------------------------------- |
| Dino Del Bo              | Italia      | Presidente     |                                             |
| Dirk Spierenburg         | Paesi Bassi | Vicepresidente | Concorrenza                                 |
| Albert Coppé             | Belgio      | Vicepresidente | Trasporti ed informazione                   |
| Johannes Linthorst Homan | Paesi Bassi | Membro         | Concorrenza                                 |
| Paul Finet               | Belgio      | Membro         | Affari sociali                              |
| Roger Reynaud            | Francia     | Membro         | Politiche economiche e sviluppo industriale |
| Pierre-Olivier Lapie     | Francia     | Membro         | Politiche energetiche                       |
| Fritz Hellwig            | Germania    | Membro         | Mercati del carbone e dell'acciaio          |
| Jean Fohrman             | Lussemburgo | Membro         | Affari sociali                              |
| Karl-Maria Hettlage      | Germania    | Membro         | Finanza ed investimenti                     |
| Albert Wehrer            | Lussemburgo | Membro         | Relazioni esterne                           |